# The Beatles diskografi, Sverige
The Beatles diskografi, Sverige omfattar de skivor som officiellt gavs ut med gruppen The Beatles i Sverige under 1960-talet.

## 7"-skivor (singlar)
Singlar på Parlophone-etiketten med "R-nummer" avser den internationella (brittiska) originalsingeln medan de som utgivits på Odeon-etiketten är sammanställda för den svenska marknaden. Skivor på Polydor-etiketten avser utgivningar med tyskt ursprung.
| Utgivningsdatum | Pos | Låtar                                                                | Skivnummer        | Noteringar                                                                                      |
| --------------- | --- | -------------------------------------------------------------------- | ----------------- | ----------------------------------------------------------------------------------------------- |
| 1963-02-21      |     | "Please Please Me" Ask Me Why"                                       | Parlophone R4983  | Gavs ut i endast 300 exemplar. (Röd etikett med texten "Made in Sweden").                       |
| 1963-03-05      |     | "Please Please Me" Love Me Do"                                       | Odeon SD5937      |                                                                                                 |
| 1963-05-07      |     | "From Me to You" P.S. I Love You"                                    | Odeon SD5944      |                                                                                                 |
| 1963-08-06      |     | "Twist and Shout" Boys"                                              | Odeon SD5946      |                                                                                                 |
| 1963-08-23      |     | "She Loves You" I'll Get You"                                        | Parlophone R5055  | Samma som brittiska originalutgåvan, dock med bildomslag.                                       |
| 1963-11-29      |     | "I Want To Hold Your Hand" This Boy"                                 | Parlophone R5084  | Samma som brittiska originalutgåvan, dock med bildomslag.                                       |
| 1964-02-18      |     | "All My Loving" I Saw Her Standing There"                            | Odeon SD5958      |                                                                                                 |
| 1963-03-        |     | "My Bonnie" Cry For A Shadow"                                        | Polydor NH10973   | Inspelade i Hamburg 1961. A-sidan med sång av Tony Sheridan.                                    |
| 1964-02-20      |     | "Can't Buy Me Love" You Can't Do That"                               | Parlophone R5114  | Samma som brittiska originalutgåvan, dock med bildomslag.                                       |
| 1964-03-        |     | "Komm, gib mir deine Hand" Sie liebt dich"                           | Odeon O-22671     | I Want To Hold Your Hand och She Loves You med sång på tyska. Inspelad för den tyska marknaden. |
| 1964-06-04      |     | "Roll over Beethoven" Please Mr. Postman"                            | Odeon SD5966      |                                                                                                 |
| 1964-06-17      |     | "Ain't She Sweet" If You Love Me, Baby (Take Out Some Insurance...)" | Polydor NH52317   | Inspelade i Tyskland 1961. A-sidan med sång av John Lennon. B-sidan med Tony Sheridan.          |
| 1964-06-23      |     | "Long Tall Sally" I Call Your Name"                                  | Odeon SD5967      |                                                                                                 |
| 1964-07-22      |     | "A Hard Day's Night" Things We Said Today"                           | Parlophone R5160  | Samma som brittiska originalutgåvan, dock med bildomslag.                                       |
| 1964-10-09      |     | "I Should Have Known Better" You Really Got A Hold On Me"            | Parlophone SD5971 |                                                                                                 |
| 1964-11-27      |     | "I Feel Fine" She's A Woman"                                         | Parlophone R5200  | Samma som brittiska originalutgåvan, dock med bildomslag.                                       |
| 1965-02-08      |     | "Rock And Roll Music" If I Fell"                                     | Parlophone SD5974 |                                                                                                 |
| 1965-07-23      |     | "Help!" I'm Down"                                                    | Parlophone R5305  | Samma som brittiska originalutgåvan, dock med bildomslag.                                       |
| 1965-10-18      |     | "Dizzy Miss Lizzy" Yesterday"                                        | Parlophone SD5983 | Svenska singeln var den enda med "Yesterday" på b-sidan och omslag i fem olika färger.          |
| 1965-12-03      |     | "We Can Work It Out" Day Tripper"                                    | Parlophone R5389  | Samma som brittiska originalutgåvan, dock med bildomslag.                                       |
| 1966-01-31      |     | "Michelle" Girl"                                                     | Parlphone SD5987  |                                                                                                 |
| 1966-06-10      |     | "Paperback Writer" Rain"                                             | Parlophone R5452  | Samma som brittiska originalutgåvan, dock med bildomslag.                                       |
| 1966-08-08      |     | "Yellow Submarine" Eleanor Rigby"                                    | Parlophone R5393  |                                                                                                 |
| 1967-02-17      |     | "Strawberry Fields Forever" Penny Lane"                              | Parlophone R5570  |                                                                                                 |